# 恋は嵐のように
『恋は嵐のように』（原題：Forces of Nature）は、1999年のアメリカのロマンティック・コメディ映画。

## あらすじ
結婚を目前に、マリッジブルーに悩むライターのベン。彼はサバンナで結婚式を挙げるため飛行機に乗り込むが、鳥がエンジン内に侵入したことによりフレームアウトが発生。飛行機は離陸できずに看板に激突して停止する。ベンは飛行機恐怖症なため、この事故を理由に陸路で移動することに。
飛行機事故をきっかけに知り合ったサラも連れてサバンナへ向かううち、ベンはサラに恋心を抱いてしまう。

## キャスト
- サラ：サンドラ・ブロック（田中敦子）
- ベン：ベン・アフレック（大滝寛）
- ブリジット：モーラ・ティアニー（服部幸子）
- アラン：スティーブ・ザーン（平田広明）
- ヴァージニア：ブライス・ダナー（有馬瑞香）
- ハドリー：ロニー・コックス（小島敏彦）
- リチャード：マイケル・フェアマン（堀部隆一）
- バーバラ：ジャネット・キャロル（瀬畑奈津子）
- マックス：ジョージ・Ｄ・ウォレス（清川元夢）
- デビー：メレディス・スコット・リン（麻丘夏未）
- スティーブ：デビッド・ストリックランド（成田剣）
- ジョー：リチャード・シフ（後藤敦）
- ジャック：スティーブ・ハイトナー（林一夫）
- ヴィック：ジャック・ケーラー（中博史）
- ネッド：バート・レムゼン（伊井篤史）
- エマ：アン・ハニー（峰あつ子）

## スタッフ
- 監督：ブロンウェン・ヒューズ
- 製作：スーザン・アーノルド
- 製作：ドナ・アーコフ・ロス
- 脚本：マーク・ローレンス
- 撮影：エリオット・デイヴィス
- 音楽：ジョン・パウエル
- タイトルデザイン：カイル・クーパー